# Halvor Næs
Halvor Næs (ur. 19 kwietnia 1928 w Trysil, zm. 13 października 2022 tamże) – norweski skoczek narciarski.
Startował na Igrzyskach Olimpijskich w Oslo w 1952, na których wywalczył czwarte miejsce. W 1953 roku wziął udział w pierwszej edycji Turnieju Czterech Skoczni. Wygrał pierwszy konkurs – w Bischofshofen, a w pozostałych plasował się na czwartym miejscu. Wyniki te pozwoliły mu zająć drugie miejsce w klasyfikacji generalnej turnieju za Austriakiem, Josefem Bradlem.
Næs wielokrotnie startował w konkursach skoków narciarskich w ramach Festiwalu Narciarskiego w Holmenkollen – najwyższą pozycję w tej imprezie zajął w 1952 roku, kiedy uplasował się na najniższym stopniu podium, rok później był czwarty. W 1964 został odznaczony medalem Holmenkollen.
W 1951 roku zdobył trzecie miejsce w konkursie skoków narciarskich na Szwedzkich Igrzyskach Narciarskich.
W 1957 roku wywalczył złoty medal na mistrzostwach Norwegii, zdobył też brąz w 1960 i 1961 roku.

## Igrzyska olimpijskie
| Miejsce | Dzień     | Rok  | Miejscowość  | Skocznia           | Punkt K | Konkurs  | Skok 1 | Skok 2 | Nota      | Strata   | Zwycięzca        |
| ------- | --------- | ---- | ------------ | ------------------ | ------- | -------- | ------ | ------ | --------- | -------- | ---------------- |
| 4.      | 24 lutego | 1952 | Oslo         | Holmenkollbakken   | K-72    | indywid. | 63,5 m | 64,5 m | 216,5 pkt | 9,5 pkt  | Arnfinn Bergmann |
| 11.     | 28 lutego | 1960 | Squaw Valley | Papoose Peak Jumps | K-80    | indywid. | 86,0 m | 81,5 m | 209,8 pkt | 17,4 pkt | Helmut Recknagel |

## Turniej Czterech Skoczni

### Miejsca w klasyfikacji generalnej
| Sezon | Miejsce |
| ----- | ------- |
| 1953  | 2.      |

### Zwycięstwa w konkursach indywidualnychTCSchronologicznie
| Nr | Dzień       | Rok  | Miejscowość   | Skocznia                 | Punkt K | Skok 1 | Skok 2 | Nota      |
| -- | ----------- | ---- | ------------- | ------------------------ | ------- | ------ | ------ | --------- |
| 1. | 11 stycznia | 1953 | Bischofshofen | im. Paula Ausserleitnera | K-90    | 90,5 m | 94,0 m | 228,0 pkt |

### Miejsca na podium w konkursach indywidualnychTCSchronologicznie
| Nr | Dzień       | Rok  | Miejscowość   | Skocznia                 | Punkt K | Skok 1 | Skok 2 | Nota      | Lok. | Strata | Zwycięzca |
| -- | ----------- | ---- | ------------- | ------------------------ | ------- | ------ | ------ | --------- | ---- | ------ | --------- |
| 1. | 11 stycznia | 1953 | Bischofshofen | im. Paula Ausserleitnera | K-90    | 90,5 m | 94,0 m | 228,0 pkt | 1.   | –      | –         |

### Miejsca w poszczególnych konkursach indywidualnychTurnieju Czterech Skoczni
| 1953                                                     |            |           |               |        |        |        |        |        |        |        |        |        |        |        |        |        |        |        |        |        |        |        |
| Garmisch-Partenkirchen                                   | Oberstdorf | Innsbruck | Bischofshofen | punkty | punkty | punkty | punkty | punkty | punkty | punkty | punkty | punkty | punkty | punkty | punkty | punkty | punkty | punkty | punkty | punkty | punkty | punkty |
| 4                                                        | 4          | 4         | 1             | 877,5  | 877,5  | 877,5  | 877,5  | 877,5  | 877,5  | 877,5  | 877,5  | 877,5  | 877,5  | 877,5  | 877,5  | 877,5  | 877,5  | 877,5  | 877,5  | 877,5  | 877,5  | 877,5  |
| Legenda                                                  |            |           |               |        |        |        |        |        |        |        |        |        |        |        |        |        |        |        |        |        |        |        |
| 1 2 3 4–10 11–15 poniżej 15 - – zawodnik nie wystartował |            |           |               |        |        |        |        |        |        |        |        |        |        |        |        |        |        |        |        |        |        |        |